# 巴利亞西
51°59′56″N 32°20′32″E / 51.99889°N 32.34222°E
巴利亞西（烏克蘭語：Баляси），是烏克蘭北部的村莊，隸屬切爾尼希夫州的科留基夫卡區。該村面積0.43平方公里，海拔高度139米，2001年人口78，人口密度每平方公里183.1人。